# Меморіальний музей С. С. Прокоф'єва (Сонцівка)
Меморіальний музей С. С. Прокоф'єва (філія Донецького обласного краєзнавчого музею) – відкритий у 1991 році у селі Сонцівка, де народився видатний композитор, піаніст і диригент 20 століття, на честь його 100-літнього ювілею.

## Історичні дані
Колись це було село Сонцівка. Батько майбутнього композитора, агроном Сергій Олексійович, був управителем маєтку багатого власника. Тут пройшло дитинство майбутнього музиканта, він жив разом із батьками до 1904 року. Того ж року виїхав до Петербурга заради навчання в столичній консерваторії. У 1910 р. помер батько, і родина покинула село.

## Будівля музею
Садиба власника не збережена. Музей розташували в колишньому приміщенні школи, збудованої у стилі модерн (сецесія), де викладачем працювала мати музиканта, Марія Григорівна Прокоф'єва. На подвір'ї встановлено монумент композиторові. Окрім колишньої школи, в селі збереглася сільська церква, де хрестили майбутнього музиканта та є поховання його родичів.

## Експозиція

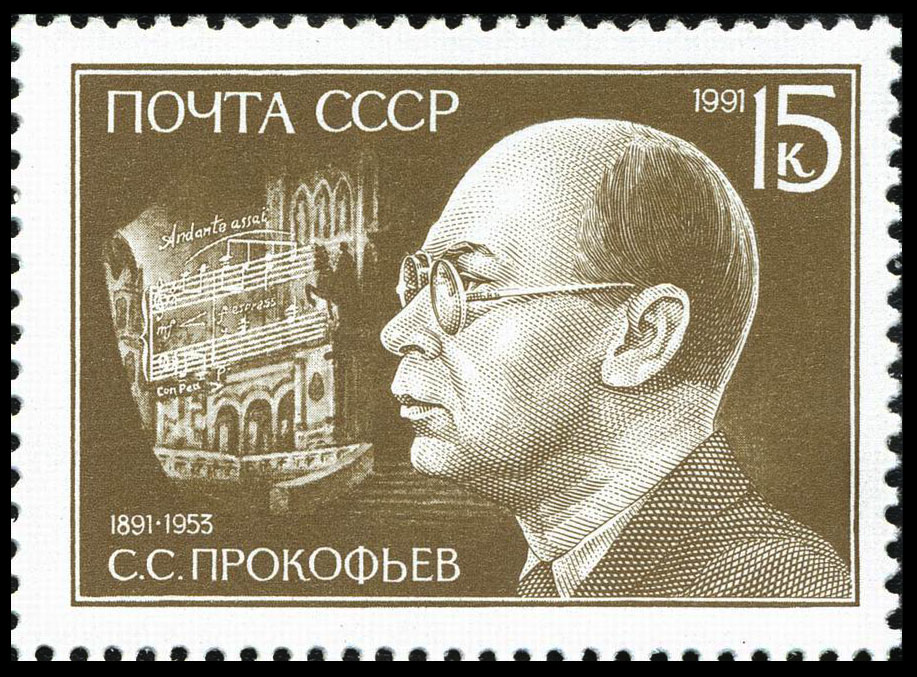
Марка на честь С.C. Прокоф'єва

Експозиція розташована у трьох залах. Серед експонатів — речі композитора, прижиттєві видання його творів, періодичні видання зі статтями про музиканта, фотодокументи доби, афіші та програмки вистав, театральні костюми.
Музей містить матеріали, які розповідають про життя і творчість Прокоф'єва. Провідними темами експозиції є дитинство та роки навчання композитора, його концертна і творча діяльність на батьківщині та за кордоном. Окремий зал музею розповідає про зв'язок творчості Прокоф'єва з Україною, про постановки його музичних творів на сценах провідних театрів, вшановування його пам'яті.
Експозиція інформує також про фестивалі та конкурси, які проводилися на батьківщині композитора у різні роки, в тому числі і щорічний фестиваль «Прокоф'євська весна». 
2018 року музей взяв участь у проекті "Музей відкритий на ремонт [Архівовано 16 серпня 2019 у Wayback Machine.]" від Українського кризового медіа-центру.
Адреса: 85374, Донецька обл., Покровський р-н, с. Сонцівка, вул. Центральна, 2а. Директорка музею – Пузік Ольга Віталіївна.

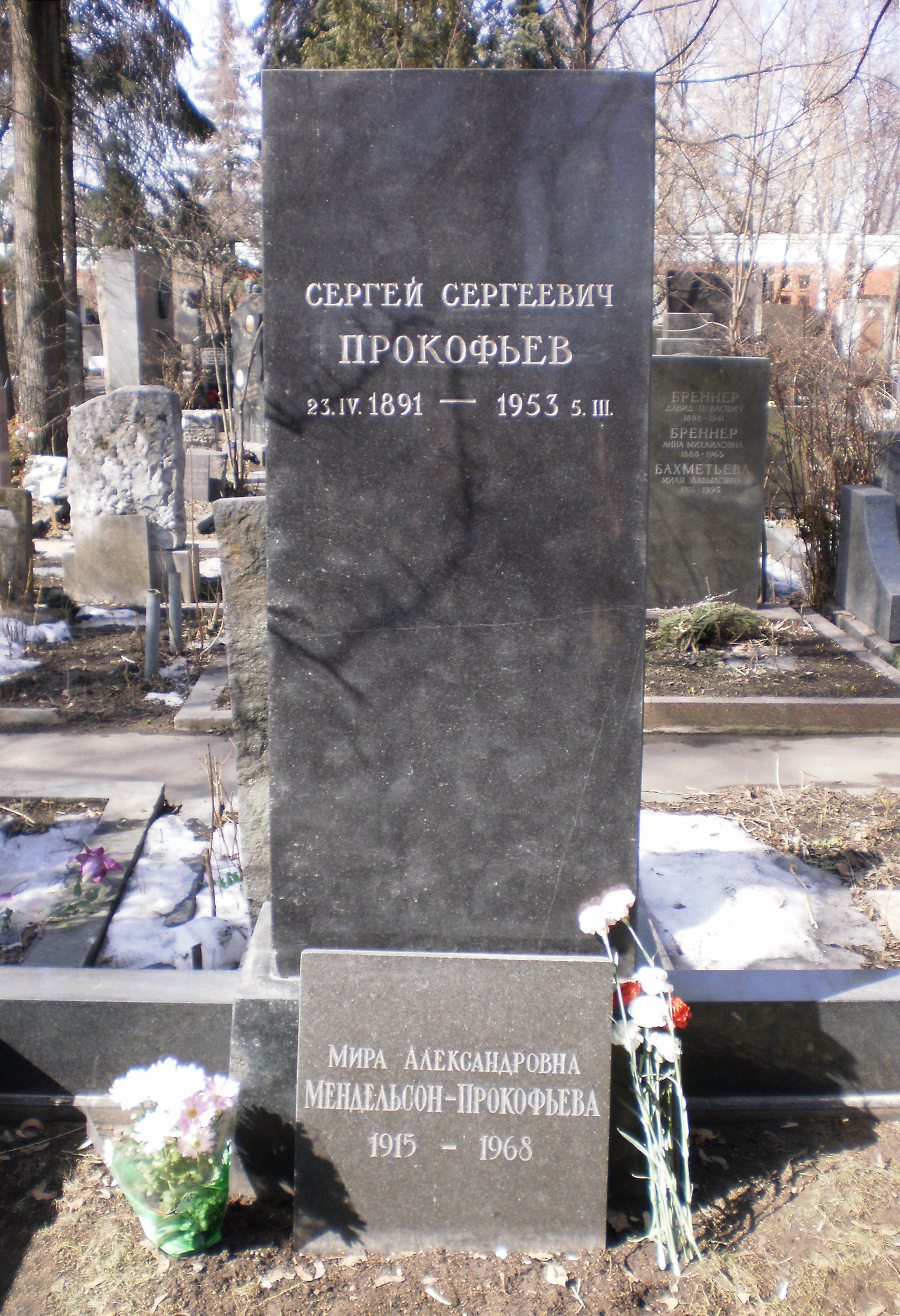
Новодівочий цвинтар, надгробок композитора
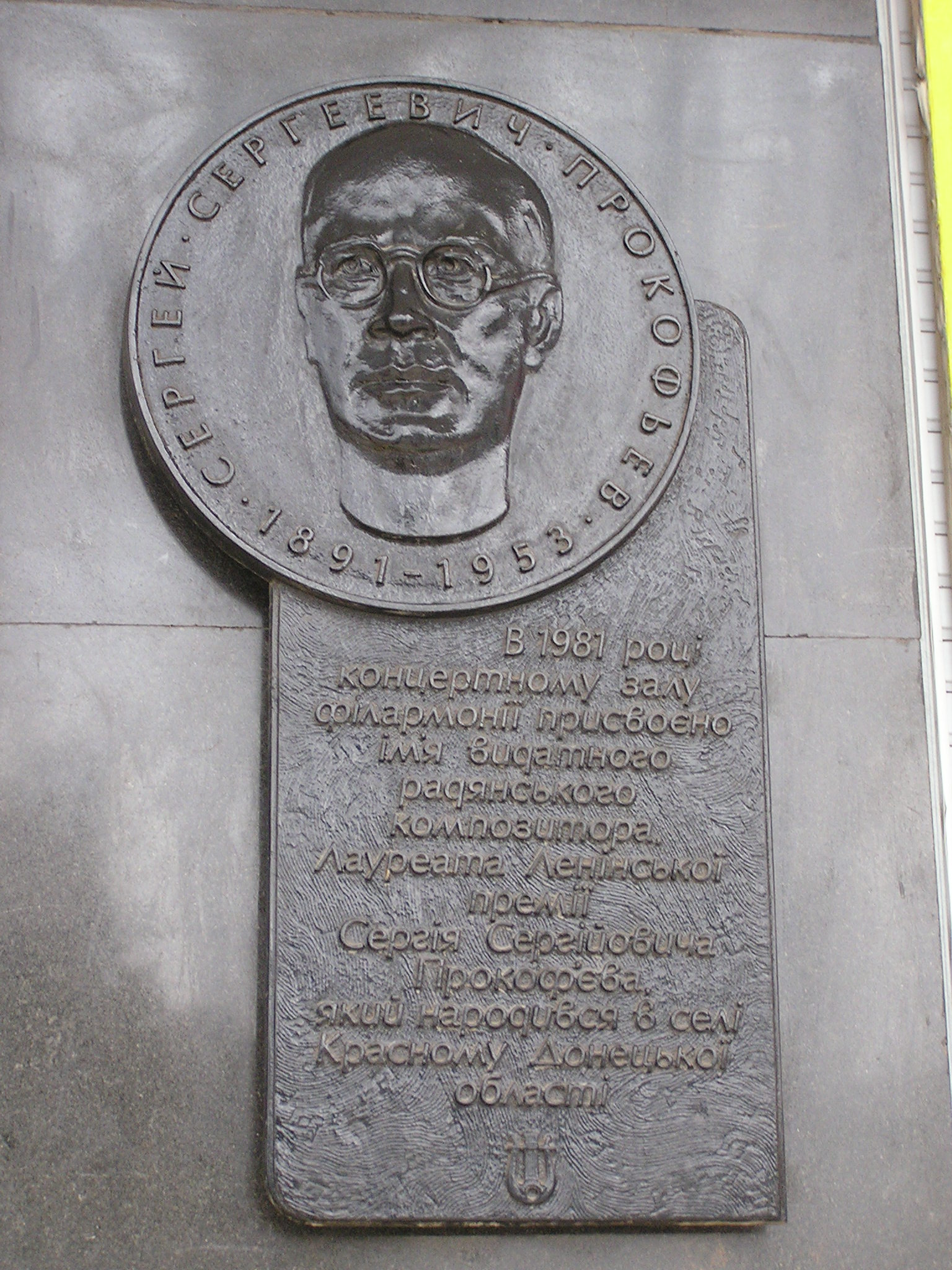
Дошка на Донецькій філармонії